# Wayne Horvitz
Wayne Horvitz, (New York, 1955. szeptember 1. –) amerikai zeneszerző, zenekarvezető.

## Pályafutása
Horvitz gyerekkorában zongorázni és fuvolázni tanult. Testvére, Bill Horvitz (1947–2017) szintén dzseesszzenész volt. A Santa Cruz-i Egyetemen saját zenekaraival lépett fel. New York belvárosába költözött. Az 1990-es évek közepe óta Seattle-ben él feleségével, Robin Holcomb zongoristával, énekessel.
Az 1970-es évek vége óta számos saját zenei projektje mellett Horvitzot elsősorban John Zorn munkáiban, például a „Naked City” zenekarban való részvétele révén ismeri a szélesebb közönség. Horvitz számos kísérletező zenésszel dolgozott együtt. John Zorn, Marty Ehrlich, Robin Holcomb, Eugene Chadbourne, Bill Frisell, a japán Tenko, Jon Rose, Zeena Parkins és David Moss felvételein is részt vett. Közreműködött még Peter Apfelbaum, Jerry Granelli, Karen Pernick, Michael Shrieve és Sara Schoenbeck lemezein is.
1987-ben megkapta a német lemezkritikusok díját a „Nine Below Zero” című közös albumukért.

## Albumok
(válogatás)
- No Place Fast (1979)
- Simple Facts (1981)
- Dinner at Eight ( 1985)
- This New Generation (1985)
- Monologue (1997)
- Film Works (2003)

- Wayne Horvitz, 4+1 Ensemble (+ Reggie Watts, Eyvind Kang, Julian Priester, Tucker Martine)

- 4+1 Ensemble (1998)
- From a Window (2001)

- Wayne Horvitz, Gravitas Quartet (+ Ron Miles, Peggy Lee, Sara Schoenbeck; 2006)
- Way Out East (2006)

## Írások
- 2015: Some Places Are Forever Afternoon
- 2014: Music And Dance In Concrete
- 2014: At The Reception
- 2013: My Only Mentor, Butch Morris (1947-2013)
- 2009: Horvitz’s These Hills Of Glory: An Earshot Jazz Collaboration
- 2006: Way Out East (SGL SA1558-2)
- 2005: Seattle Mavericks: Creativity Beyond Boundaries
- 2004: Robin Holcomb/Wayne Horvitz
- 2004: Joe Hill and the promise of Art and Politics

## Díjak
- 1987: Preis der Deutschen Schallplatten Kritik for Nine Below Zero